# Lotus Cars

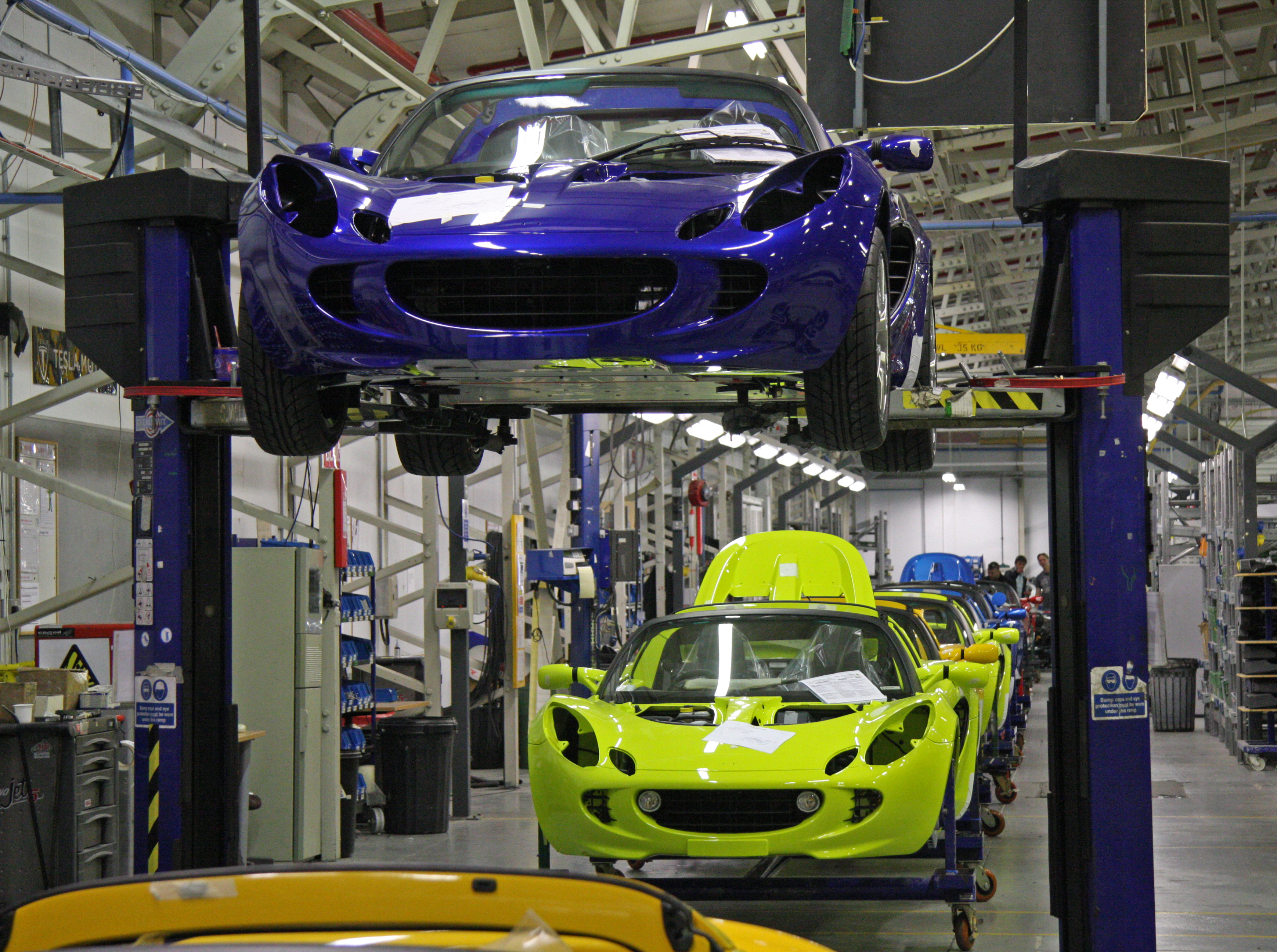
Linia de asamblare

Lotus Cars este un constructor britanic de automobile sport și de curse cu sediul la fostul RAF Hethel, un aerodrom din al doilea război mondial din Norfolk. Compania proiectează și construiește automobile de curse și de producție în serie. Lotus este deținută de Proton, care a preluat-o după falimentul fostului proprietar Bugatti în 1994.

## Istoric
Compania a fost fondată ca Lotus Engineering Ltd. de inginerul Colin Chapman, un absolvent al University College din Londra, în 1952. Prima fabrică a fost în grajdurile vechi din spatele  Railway Hotel în Hornsey, nordul Londrei. Team Lotus, care a fost desprinsă de la Lotus Engineering în 1954, a fost activă și a concurat în cursele Formula 1 între 1958-1994. Lotus Group of Companies a fost fondată în 1959. Aceasta a fost formată din Lotus Cars Limited și Lotus Components Limited, care se concentra pe mașini de stradă și de a crea mașini competitive. Lotus Components Limited a devenit Lotus Racing Limited în 1971, dar entitatea recent redenumită a încetat funcționarea în același an.
Compania s-a mutat la o fabrică construită special cu acest scop la Chestnut în 1959, iar din 1966 compania a ocupat o fabrică modernă și o pistă de teste la Hethel, aproape de Wymondham. Acest loc este fosta bază RAF Hethel, iar pista de testare utilizează secțiuni ale pistei vechi.

## Modele
Lotus Elise
Lotus Evora
Lotus Exige